# Reason Rally

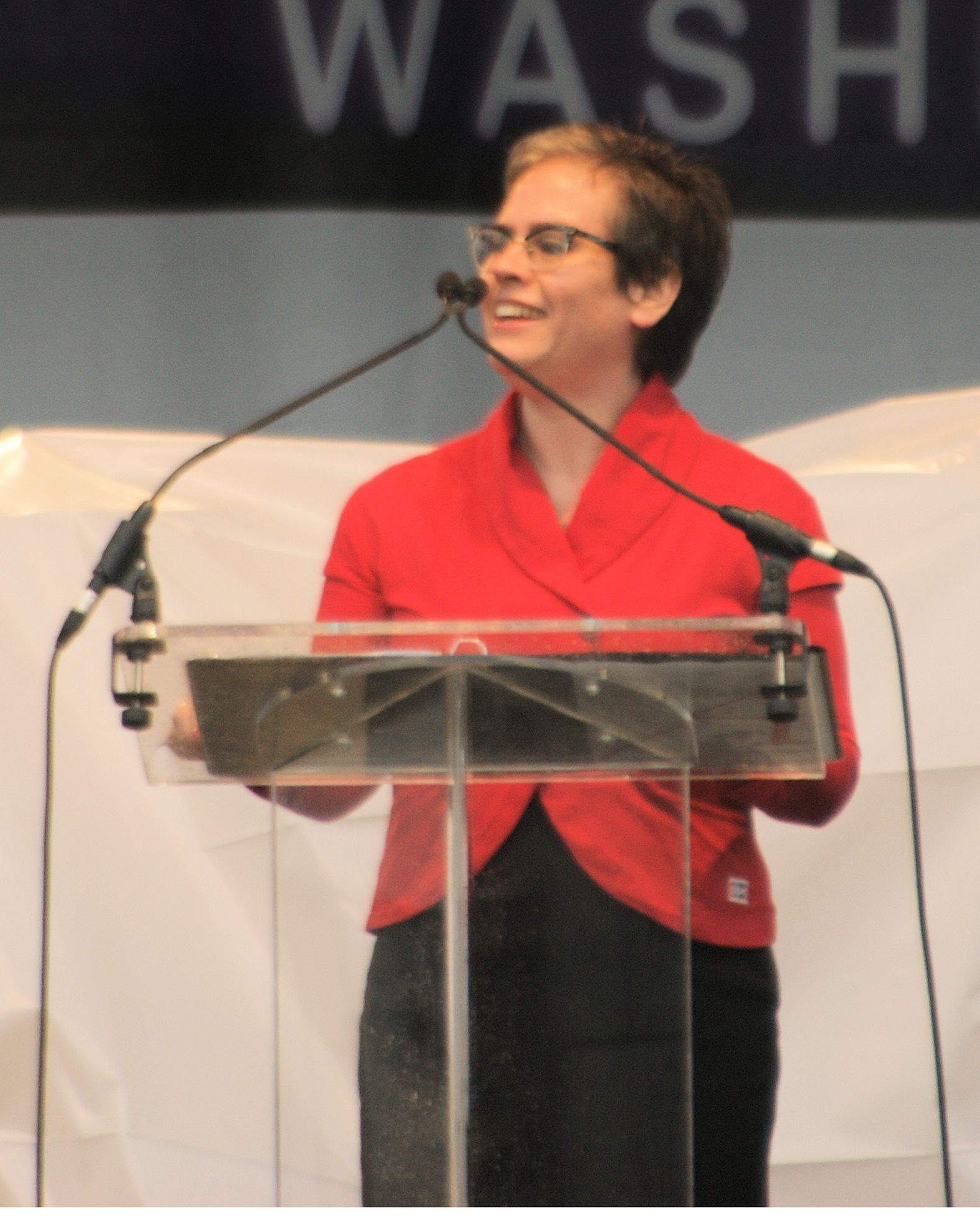
Greta Christina lors du Reason Rally de mars 2012

Le Reason Rally (Le rallye de la Raison en français) est une manifestation pour la reconnaissance des points de vue irréligieux, non théistes et séculaires, ayant eu lieu au National Mall à Washington, D.C. le 24 mars 2012. Le rallye est subventionné par des organisations athées et séculaires et fut décrit par la presse américaine comme le « Woodstock des athées et des sceptiques ».
Les conférenciers invités lors de cette manifestation étaient notamment Richard Dawkins, Tim Minchin, Adam Savage, Eddie Izzard, Paul Provenza, PZ Myers, Jessica Ahlquist, Dan Barker, James Randi, tandis que le groupe de rock Bad Religion animait la partie musicale de l'évènement. Certaines personnalités sont intervenus par webcam lors de la manifestation, comme Pete Stark, Tom Harkin, ou encore Bill Maher. 
Rassemblant plus de 20 000 personnes, elle représente la plus grande manifestation d'athées aux États-Unis jamais organisée (la précédente manifestation, appelée Godless Americans March on Washington (GAMOW), avait mobilisée 3 000 personnes),.